# Rue des Archers (Lyon)
Pour les articles homonymes, voir Rue des Archers.
La rue des Archers est une rue du 2e arrondissement de Lyon, dans le quartier de Bellecour.

## Situation et accès
Elle est à proximité, en parallèle, de la place Bellecour. La circulation va de la rue Édouard-Herriot à la place des Célestins, et est règlementée sur la partie débouchant sur rue de la République.
- : Bellecour
- : Jacobins, Simon-Maupin

## Origine du nom
Le nom de la rue garde le souvenir d'une caserne d'archers royaux : en effet, celle-ci avait ses quartiers généraux dans un immeuble situé dans la Cour des Archers, le dernier vestige de cette cour étant aujourd'hui une petite ruelle voûtée située au 10 rue Confort.

## Historique
Les moines Jacobins ont occupé les lieux à partir du XIIIe siècle et en ont été chassés à la Révolution, et la préfecture y a été installée de 1818 à 1852. De plus, la rue des Archers a été ouverte en 1864 et son tracé n'a pas été modifié. La section comprise entre la rue Émile-Zola et la place des Célestins a été appelée passage Couderc en hommage à un député du Rhône, et a gardé ce nom jusqu'en 1873 ; cinq ans plus tard, cette section a été incorporée à la rue des Archers. En 1923, la rue comportait 19 numéros de bâtiments. Le numéro 3 avait été construit par Henri Feuga et fut ultérieurement légué aux Hospices. Les numéros 9 et 10 furent bâtis sous la direction de Casimir Echernier. Le 13 août 1829, plusieurs maisons de cinq étages furent détruites par un incendie et le maire octroya un montant de 18 000 francs aux sinistrés. Par ailleurs, c'est dans cette rue que Necker étudia les principes du marché.

## Bâtiments remarquables et lieux de mémoire
Au numéro 1, il existait une boite de nuit dans les années 1960 nommée « Le Grillon », connu pour un fait divers survenus le 23 juillet 1968. Le braqueur Guy Reynaud, surnommé « le Dingue », y abat au revolver un autre client alors qu'il fêtait le braquage du carrefour de Vénissieux,.
L'immeuble du numéro 6 est détruit par un incendie le 13 août 1829.
L'immeuble du numéro 8 a été réalisé par Henri Feuga.
Au numéro 9, un cinéma nommé « le Coucou » est créé en 1936.
Au numéro 10, l'immeuble hébergeait à partir de 1940 la direction générale du Service de la Démographie créé par René Carmille, ancêtre de l'INSEE.
Le numéro 13 existe la charcuterie Reynon, créée en 1937 par Claudius Reynon, meilleur ouvrier de France, dont la spécialité est « l'Oreiller de la Belle Aurore ».
Au numéro 15 se trouve l'hôtel des Archers, où trois guerriers sculptés sur la façade représentent trois archers du Moyen Âge. Le nom de la rue n'a rien à voir avec ces trois sculptures, mais c'est plutôt le nom de la rue qui a inspiré l'idée de ces sculptures.
Au numéro 17, la riche décoration du deuxième étage est typique des bâtiments édifiés durant les transformations organisées par le préfet Vaïsse. Quant à l'Hôtel des Archers, il présente une façade moderne. Ce bâtiment a été utilisé par la Milice durant la Seconde Guerre mondiale. La résistance y a posé une bombe le 8 octobre 1942.